# 里弗代爾 (阿肯色州)
里弗瓦爾（英語：Rivervale）是位於美國阿肯色州波因塞特縣的一個非建制地區。該地的面積和人口皆未知。

## 地理
里弗瓦爾的座標為35°40′26″N 91°20′24″W / 35.67389°N 91.34000°W，而該地的平均海拔高度為米（即英尺）。